# 吾也而
吾也而（1163年—1258年），又译吾也儿、乌叶儿、乌也儿、乌野儿，散只兀氏（珊竹氏）。蒙古帝国将领，图鲁华察的儿子。
1211年，成吉思汗南下攻打金朝，吾也而与哲别攻克金东京（今辽宁辽阳市）。1215年，跟从太师木华黎攻取金北京（今内蒙古宁城西），授为金紫光禄大夫、北京总管都元帅，留守当地。北京以南地区归降，他攻破惠州，杀死金朝将领挞鲁，擒获兴州守将赵守玉。1216年、1217年，平定锦州张致、兴州重儿。1220年之后，随木华黎攻打山东东平、陕西延安、葭州、鄜州、凤翔等地。1223年，跟随孛鲁征讨西夏，攻破银川。1227年，攻打山东益都，在山东连破三十余城。1229年，窝阔台汗即位，与撒礼塔征辽东。1231年，征高丽王朝有功，攻陷十余城，迫使高丽高宗请和，以王子入朝。1241年，任北京、东京、盖州、平州、泰州、开元府七路征行兵马都元帅。1251年，蒙哥汗即位，吾也而以病归。死后追封营国公。吾也而有四子，霅礼最有名。

## 延伸阅读
[在维基数据编辑]
 《元史·卷120》，出自宋濂《元史》
 《新元史/卷130》，出自柯劭忞《新元史》